# Radikális reformáció
A radikális reformáció gyűjtőfogalom sok heterogén áramlatból álló reformmozgalomra, amelyek a lutheránus–kálvinista protestáns reformáció peremén alakultak ki, Luther és a fő reformátorok mozgalmával szemben. A 16. századtól Németországban és Svájcban kezdődő mozgalom számos csoportot szült Európa-szerte. Aktívan vagy passzívan működő személyek, vándorevangélisták, próféták és kommunák csoportjai álltak mögötte, mint például Thomas Müntzer, Andreas Karlstadt, Kaspar Schwenkfeld, Menno Simons, a zwickaui próféták és olyan mozgalmak, mint az unitarizmus  vagy az anabaptista csoportok stb.

## Etimológia
A radikális reformáció kifejezést elsősorban George Huntston Williams (1914−2000), a 20. század egyik legjelentősebb unitárius teológusa alkotta meg. Mások, mint Roland H. Bainton amerikai történész és Heinold Fast német teológus is „a reformáció balszárnyaként” emlegették a radikális reformációt.

## Irányzatok
A radikális reformáció meglehetősen heterogén képet mutatott. A vallástörténészek legalább négyféle irányzatot különböztetnek meg:
- Az anabaptisták jelentős szerepet játszottak a radikális reformációban. Az anabaptista mozgalom 1525 januárjában indult Svájcban (→ Svájci Testvérek), és gyorsan elterjedt Németország nagy részén. Az anabaptisták jellemzői közé tartozott az összes hívő papsága, a gyülekezeti autonómia, az eskü elutasítása és a vallásszabadság iránti elkötelezettség.

A különböző csoportjaik a következő vezetőkhöz kapcsolódnak: Kaspar Braitmichel, Conrad Grebel, Balthasar Hubmaier, Hans Hut, Anneken Jans, Felix Manz, Pilgram Marbeck, Dirk Philips, Michael Sattler, Leupold Scharnschlager, Leonhard Schiemer, Menno Simons és Ulrich Stadler.
- A spirituálisokra a középkori miszticizmus és a humanizmus egyaránt hatott. Gyakran elszigetelt gondolkodók voltak, akik körül nem alakult ki mozgalom. Számukra a vallás külső formái másodlagosak, sőt károsak, a hit pedig egyéni valóság, amelyet a Szentlélek működése vált ki. a Szentlélek ihletését a Szentírás szava fölé helyezték (inspiráció),[5] azaz személyesen átélt kinyilatkoztatás a bizonyosság egyetlen forrása.[6]

A misztikus-spiritualistákat a következő személyek képviselik: Hans Denck, Sebastian Franck, Andreas (Bodenstein) Karlstadt, Heinrich Niclaes, Gabriel Ascherham, Kaspar Schwenckfeld, a zwickaui próféták.
Később Oroszországban is kialakult egy heterodox spirituális mozgalom, a spirituális kereszténység.
Schwenkfeldiánusok ma is élnek Észak-Amerikában.
- A forradalmárok, "rajongók". Ezeket a személyeket és csoportokat erősen befolyásolták a Dániel könyve és a Jelenések könyve; látnokok és apokaliptikus gondolkodásúak.[5]

Thomas Müntzer egyesítette az egyházreformot a fennálló politikai és társadalmi viszonyok bírálatával.
Más jelentősebb személyek: Melchior Hofmann, Bernhard Rothmann.
- Az antitrinitáriusok: a szociniánusok, lengyel testvérek, unitáriusok.

Jelentősebb személyek: Sebastian Castellio, Bernardino Ochino, Szervét Mihály, Lelio és Fausto Sozzini
Az egyes kategorizálások között alkalmanként átfedések is vannak, például Thomas Müntzer a spirituális csoporthoz, vagy a zwickaui "próféták" a forradalmár csoporthoz is köthetők. Ludwig Haetzer antitrinitárius nézete csak az anabaptizmus miatti kivégzése (1529) után vált nyilvánossá.